# ماساتو يوشينو
ماساتو يوشينو (باليابانية: 吉野正人؛ بالكانا: よしの まさと) هو مصارع محترف ياباني، ولد في 17 يوليو 1980 في هيغاشي-أوساكا في اليابان.

## وصلات خارجية
- ماساتو يوشينو على موقع CageMatch worker (الإنجليزية)
- ماساتو يوشينو على موقع قاعدة بيانات المصارعة على الإنترنت (الإنجليزية)

- ماساتو يوشينو على موقع IMDb (الإنجليزية)
- ماساتو يوشينو على موقع قاعدة بيانات الفيلم (الإنجليزية)